# LP 701-29
LP 701-29 is een witte dwerg in het sterrenbeeld Waterman met een spectraalklasse van DZ13. De ster bevindt zich 27,84 lichtjaar van de zon.